# Australian Open 2023
De 111e editie van het Australische grandslamtoernooi, het Australian Open 2023, werd gehouden tussen 16 en 29 januari 2023. Het toernooi in het Melbourne Park te Melbourne was de 97e editie voor de vrouwen.
Op grond van een beslissing van de gezamenlijke internationale tennisbonden speelden deelnemers uit Rusland en Wit-Rusland zonder hun nationale kenmerken.

## Toernooisamenvatting
Bij zowel het enkelspel voor de mannen als dat voor de vrouwen begon het toernooi op de zestiende van januari. Bij beide dubbelspelen startte het toernooi twee dagen later – het gemengd dubbelspel ging op vrijdag twintig januari van start. De finale van het gemengd dubbelspel werd op vrijdag zevenentwintig januari gespeeld. De finales van het vrouwenenkelspel en het mannendubbelspel vonden op zaterdag achtentwintig januari plaats. Het toernooi werd afgesloten met de finales van het vrouwendubbelspel en het mannenenkelspel op zondag negenentwintig januari.
In het mannenenkelspel was de Spanjaard Rafael Nadal de titelverdediger; bij de vrouwen was de titel in handen van de Australische Ashleigh Barty, die niet meer actief was als proftennisser. In het dubbelspel waren bij de mannen de Australiërs Thanasi Kokkinakis en Nick Kyrgios de titelhouders, bij de vrouwen werd de titel verdedigd door het Tsjechische duo Barbora Krejčíková en Kateřina Siniaková, en in het gemengd waren de Française Kristina Mladenovic en de Kroaat Ivan Dodig de titelhouders.
Het mannenenkelspel werd gewonnen door de Serviër Novak Đoković, zijn 22e grandslamtitel en zijn tiende op het Australian Open. In het vrouwenenkelspel zegevierde Aryna Sabalenka, haar eerste grandslamtitel. Het mannendubbelspel werd gewonnen door de Australiërs Rinky Hijikata en Jason Kubler, voor beiden de eerste grandslamtitel. In het vrouwendubbelspel ging de titel naar het Tsjechische duo Barbora Krejčíková en Kateřina Siniaková, hun zevende gezamenlijke grandslamtitel en de tweede op het Australian Open. In het gemengd dubbelspel wonnen de Brazilianen Luisa Stefani en Rafael Matos, voor beiden de eerste grandslamtitel.

## Toernooikalender
| Australian Open    | januari 2023 | januari 2023 | januari 2023 | januari 2023 | januari 2023 | januari 2023 | januari 2023 | januari 2023 | januari 2023 | januari 2023 | januari 2023 | januari 2023 | januari 2023 | januari 2023 |
| Australian Open    | maa 16       | din 17       | woe 18       | don 19       | vrĳ 20       | zat 21       | zon 22       | maa 23       | din 24       | woe 25       | don 26       | vrĳ 27       | zat 28       | zon 29       |
| ------------------ | ------------ | ------------ | ------------ | ------------ | ------------ | ------------ | ------------ | ------------ | ------------ | ------------ | ------------ | ------------ | ------------ | ------------ |
| mannenenkelspel    | 1e ronde     | 1e ronde     | 2e ronde     | 2e ronde     | 3e ronde     | 3e ronde     | 4e ronde     | 4e ronde     | kwartfinale  | kwartfinale  |              | halve finale |              | finale       |
| vrouwenenkelspel   | 1e ronde     | 1e ronde     | 2e ronde     | 2e ronde     | 3e ronde     | 3e ronde     | 4e ronde     | 4e ronde     | kwartfinale  | kwartfinale  | halve finale |              | finale       |              |
| mannendubbelspel   |              |              | 1e ronde     | 1e ronde     | 2e ronde     | 2e ronde     | 3e ronde     | 3e ronde     | kwartfinale  | kwartfinale  | halve finale |              | finale       |              |
| vrouwendubbelspel  |              |              | 1e ronde     | 1e ronde     | 2e ronde     | 2e ronde     | 3e ronde     | 3e ronde     | kwartfinale  | kwartfinale  | halve finale |              |              | finale       |
| gemengd dubbelspel |              |              |              |              | 1e ronde     | 1e ronde     | 2e ronde     | 2e ronde     | kwartfinale  | halve finale |              | finale       |              |              |

## Enkelspel

### Mannen
Titelverdediger was Rafael Nadal – hij kwam niet voorbij de tweede ronde. In de finale won Novak Djokovic van Stéfanos Tsitsipás – het werd zijn 22e grandslamtitel.

### Vrouwen
Titelhoudster Ashleigh Barty kwam haar titel niet verdedigen – zij nam in maart 2022 afscheid van het actieve tennis. Aryna Sabalenka won haar eerste grandslamtitel – in de finale versloeg zij Jelena Rybakina.

## Dubbelspel

### Mannendubbelspel
Titelhouders waren Thanasi Kokkinakis en Nick Kyrgios – kort voor aanvang van het toernooi meldden zij zich af, wegens een knieblessure van Kyrgios. De Australiërs Rinky Hijikata en Jason Kubler, die op basis van een wildcard deelnamen, wonnen de titel. In de finale versloegen zij Hugo Nys (Monaco) en Jan Zieliński (Polen).

### Vrouwendubbelspel
Titelverdedigsters Barbora Krejčíková en Kateřina Siniaková verlengden hun titel. In de finale versloegen zij het Japanse koppel Shuko Aoyama en Ena Shibahara. Het werd hun zevende gezamenlijke grandslamtitel.

### Gemengd dubbelspel
Titelhouders waren Kristina Mladenovic en Ivan Dodig. De Brazilianen Luisa Stefani en Rafael Matos wonnen ieder hun eerste grandslamtitel in deze discipline. In de finale versloegen zij het Indiase koppel Sania Mirza en Rohan Bopanna.

## Kwalificatietoernooi (enkelspel)
Algemene regels – Aan het hoofdtoernooi (enkelspel) doen bij de mannen en vrouwen elk 128 tennissers mee. De 104 beste mannen en 104 beste vrouwen van de wereldranglijst die zich inschrijven, worden rechtstreeks toegelaten. Acht mannen en acht vrouwen krijgen van de organisatie een wildcard. Voor de overige ingeschrevenen resteren dan nog zestien plaatsen bij de mannen en zestien plaatsen bij de vrouwen in het hoofdtoernooi – deze plaatsen worden via het kwalificatietoernooi ingevuld. Aan dit kwalificatietoernooi doen nog eens 128 mannen en 128 vrouwen mee – er worden drie kwalificatieronden gespeeld.
Het kwalificatietoernooi werd gespeeld van maandag 9 tot en met donderdag 12 januari 2023 op de hardcourtbanen van Melbourne Park.
De volgende deelnemers aan het kwalificatietoernooi wisten zich een plaats te veroveren in de hoofdtabel:

### Mannenenkelspel
1. Mattia Bellucci
2. Zizou Bergs
3. Enzo Couacaud
4. Ernesto Escobedo
5. Yannick Hanfmann
6. Brandon Holt
7. Hsu Yu-hsiou
8. Nicolás Jarry
9. Oleksii Krutykh
10. Laurent Lokoli
11. Max Purcell
12. Shang Juncheng
13. Jan-Lennard Struff
14. Dalibor Svrčina
15. Aleksandar Vukic
16. Yosuke Watanuki

Lucky losers
1. Pavel Kotov
2. Juan Pablo Varillas

### Vrouwenenkelspel
1. Sára Bejlek
2. Cristina Bucșa
3. Clara Burel
4. Brenda Fruhvirtová
5. Arianne Hartono
6. Séléna Janicijevic
7. Polina Koedermetova
8. Eva Lys
9. Anna Schmiedlová
10. Katherine Sebov
11. Oksana Selechmetjeva
12. Diana Sjnajder
13. Lucrezia Stefanini
14. Lesja Tsoerenko
15. Coco Vandeweghe
16. Katie Volynets

Lucky losers
- Léolia Jeanjean
- Elizabeth Mandlik
- Laura Pigossi

### Belgen in het kwalificatietoernooi
Mannen
- Zizou Bergs (gekwalificeerd)
- Kimmer Coppejans (eerste ronde)

Vrouwen
- Greet Minnen (eerste ronde)
- Magali Kempen (eerste ronde)

### Nederlanders in het kwalificatietoernooi
Mannen
- Tim van Rijthoven (eerste ronde)
- Gijs Brouwer (eerste ronde)

Vrouwen
- Arianne Hartono (gekwalificeerd)
- Arantxa Rus (eerste ronde)
- Suzan Lamens (eerste ronde)
- Eva Vedder (eerste ronde)

## Junioren
Meisjesenkelspel

Finale: Alina Kornejeva () won van Mirra Andrejeva () met 6-7, 6-4, 7-5 (3u 18min)
Meisjesdubbelspel

Finale: Renáta Jamrichová (Slowakije) en Federica Urgesi (Italië) wonnen van Hayu Kinoshita (Japan) en Sara Saito (Japan) met 7-6, 1-6, [10-7]
Jongensenkelspel

Finale: Alexander Blockx (België) won van Learner Tien (VS) met 6-1, 2-6, 7-6
Jongensdubbelspel

Finale: Learner Tien (VS) en Cooper Williams (VS) wonnen van Alexander Blockx (België) en João Fonseca (Brazilië) met 6-4, 6-4

## Rolstoeltennis
Rolstoelvrouwenenkelspel

Finale: Diede de Groot (Nederland) won van Yui Kamiji (Japan) met 0-6, 6-2, 6-2
Rolstoelvrouwendubbelspel

Finale: Diede de Groot (Nederland) en Aniek van Koot (Nederland) wonnen van Yui Kamiji (Japan) en Zhu Zhenzhen (China) met 6-3, 6-2
Rolstoelmannenenkelspel

Finale: Alfie Hewett (VK) won van Tokito Oda (Japan) met 6-3, 6-1
Rolstoelmannendubbelspel

Finale: Alfie Hewett (VK) en Gordon Reid (VK) wonnen van Maikel Scheffers (Nederland) en Ruben Spaargaren (Nederland) met 6-1, 6-2
Quad-enkelspel

Finale: Sam Schröder (Nederland) won van Niels Vink (Nederland) met 6-2, 7-5
Quad-dubbelspel

Finale: Sam Schröder (Nederland) en Niels Vink (Nederland) wonnen van Donald Ramphadi (Zuid-Afrika) en Ymanitu Silva (Brazilië) met 6-1, 6-3